# ФК Рексъм
ФК „Рексъм“ (на английски: Wrexham Association Football Club; на уелски: Clwb Pêl-droed Wrecsam, Клуб „Пеел-дройд Урексам“) е уелски професионален футболен клуб, базиран в едноименния град. Създаден през 1864 г., той е най-старият клуб в Уелс и третият най-стар професионален футболен отбор в света. Отборът се състезава във Втора футболна лига, четвъртото ниво в системата на английския футбол. 
Отличията на Рексам включват спечелването на Купата на Уелс рекордните 23 пъти, трофея на Футболната лига през 2005 г. на Милениум Стейдиъм и трофея на Футболната асоциация през 2013 г. на стадион „Уембли“. Клубът също така е рекорден победител в просъществувалия за кратко уелски шампионат FAW Premier Cup, печелейки го пет пъти от общо 11-те години на съществуването му в мачове срещу други уелски клубове като Кардиф Сити, Суонзи Сити и Нюпорт Каунти. Въпреки това, най-големите съперничества на „Рексъм“ са с английските клубове „Честър“ и „Шрусбъри Таун“, като мачовете между клубовете са известни като „трансграничното дерби“. През 1992 г. „Рексъм“ побеждава с 2:1 действащия английски шампион „Арсенал“ в Купата на Англия. Отборът отбелязва победа с 1:0 над ФК Порто през 1984 г. в Купата на носителите на европейски купи. „Рексъм“ има право на участие в Купата на носителите на европейски купи поради спечелването на Купата на Уелс; първият им европейски мач в това първенство е срещу ФК Цюрих от Швейцария през 1972 г., а последният им е срещу Петролул Плоещ, Румъния през 1995 г. 
Играе мачовете си на стадион „Рейскорс Граунд“ – най-старият международен стадион в света, който все още продължава да бъде домакин на международни игри. Рекордната посещаемост на стадиона е поставена през 1957 г., когато клубът е домакин на мач срещу Манчестър Юнайтед пред 34 445 зрители.
През ноември 2020 г. канадско-американският актьор Райън Рейнолдс и американският актьор Роб МакЕлхени, чрез тяхната съвместна компания RR McReynolds Company LLC, купуват клуба. Сделката получава подкрепата на 98,6% от 2000-те членове на Wrexham Supporters Trust, които гласуват и е финализирана през февруари 2021 г.  „Рексъм“ е включен във FIFA 22 като част от секцията „Останалата част от света“, като става първият отбор извън лигата, включен в поредицата. През 2021/22 г.  „Рексъм“ завършва втори, преди да загуби плейофния полуфинал с 5–4 от Гримсби Таун след продължения. Отборът достига и до финала за Купата на Футболната асоциация през 2022 г., където губи с 1:0 от Бромли.